# Sobrarbe
 Sobrarbe es una comarca ubicada en el norte de Aragón (España). La capital administrativa es Boltaña y la capital de desarrollo económico es Aínsa.

## Etimología
Atestiguado como Superarui en 1099, según el lingüista E. Bascuas, indicaría su situación "sobre el Arba". A su vez, el "Arba" derivaría del tema paleoeuropeo *arv-, formado a partir de la raíz indoeuropea *er- 'fluir, moverse'. La leyenda del reino de Sobrarbe sugiere que Sobrarbe quiere decir sobre arbre, ya que durante el contraataque musulmán a Aínsa una cruz roja aparecida en el cielo sobre un árbol ayudó a los cristianos a vencer a los musulmanes y defender Aínsa.

## Municipios
La comarca engloba a los municipios: Abizanda, Aínsa-Sobrarbe, Bárcabo, Bielsa, Boltaña, Broto, Fanlo, Fiscal, La Fueva, Gistaín, Labuerda, Laspuña, Palo, Plan, Puértolas, El Pueyo de Araguás, San Juan de Plan, Tella-Sin y Torla-Ordesa.

## Geografía
Al norte de la comarca se encuentran los valles de los ríos Ara, Cinca y Cinqueta y el valle de Vió, al sur las sierras de Guara y Olsón y en la parte central diversas depresiones como Broto, Fiscal, Arcusa, La Fueva y el Biello Sobrarbe. Dentro de la comarca también se encuentra el parque nacional de Ordesa y Monte Perdido. La comarca queda dividida en dos grandes tipos de espacios en los que tradicionalmente se han entendido las relaciones humanas y que tienen mucha relación con el espacio físico: "Las Fuevas" (las depresiones), mitad sur de la Comarca que agrupan al Biello Sobrarbe, el valle del Cinca desde Aínsa hacia el sur y al valle de La Fueva; y "Las Valles" (los altos valles), correspondiente a los valles tributarios de los ríos Ara y Cinca desde Aínsa hacia el norte, valles de Ordesa, Ara, Bielsa, Vió y Gistaín.

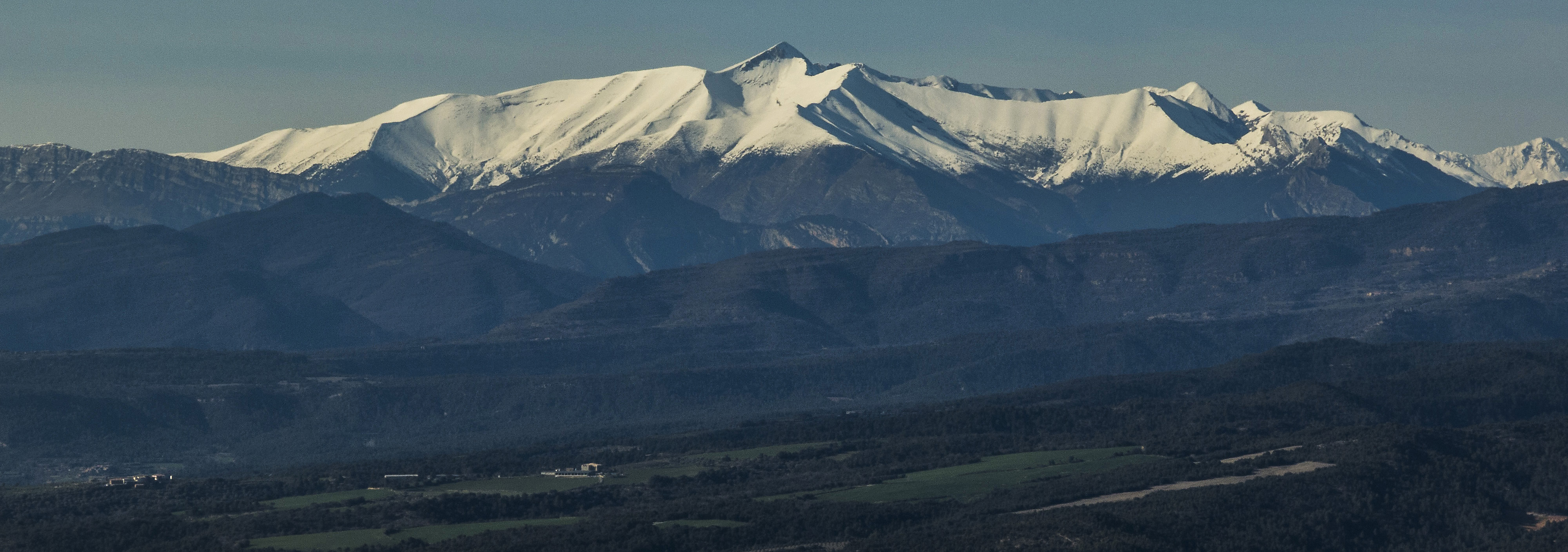
El Cotiella

Limita al norte con Francia (departamento de Altos Pirineos), al oeste con el Alto Gállego (Serrablo o Sarrablo), al este con la Ribagorza y al sur con el Somontano de Barbastro.
El parque nacional de Ordesa y Monte Perdido se encuentra íntegramente en su interior, y el parque natural Posets-Maladeta, el parque natural de la Sierra y los Cañones de Guara y el monumento natural de los Glaciares Pirenaicos lo están parcialmente.

### Ordesa y Monte Perdido

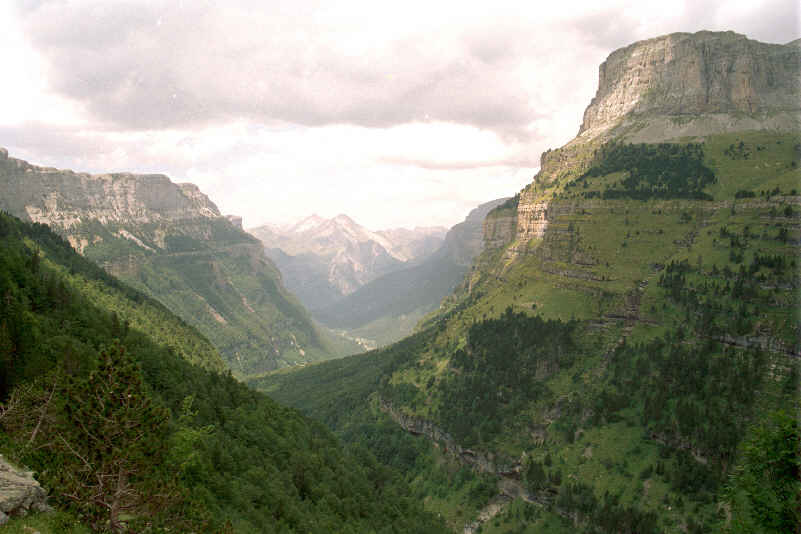
El valle de Ordesa.

Se localiza en el Pirineo oscense, íntegramente en la comarca del Sobrarbe. Se trata del único parque nacional de la comunidad. Se reparte entre los términos municipales de Bielsa, Fanlo, Puértolas, Tella-Sin, Torla-Ordesa y Broto. Recibe una media de más de 600 000 visitantes al año.
Su superficie ocupa 15 608 ha y la zona de protección periférica cuenta con 19 679 ha. Su altitud oscila entre los 700 m s. n. m. en el río Vellós y los 3 355 m s. n. m. del Monte Perdido.
Es el segundo parque nacional más antiguo de España y el que más en Aragón, tras ser declarado el 16 de agosto de 1918 con el nombre de Valle de Ordesa. El 13 de julio de 1982 el parque se amplió y se reclasificó bajo el nombre actual. En 1977 se declaró Reserva de la Biosfera, en 1988 Zona de Especial Protección para las Aves y en 1997 se convirtió en Patrimonio de la Humanidad por la UNESCO. Es también Lugar de Importancia Comunitaria.

### Posets-Maladeta

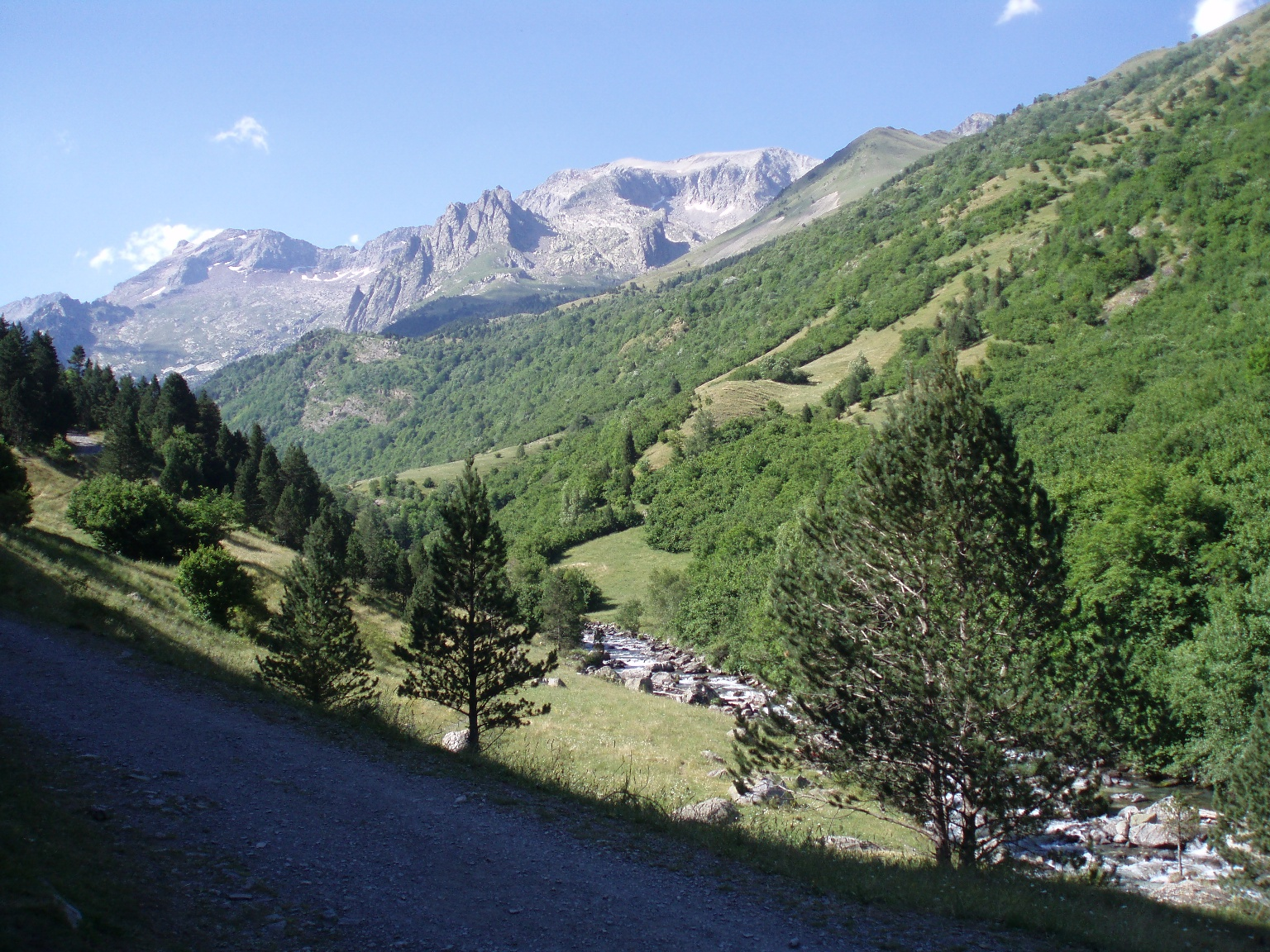
El valle de Estós.

Se localiza al norte de la comarca de Ribagorza y noreste del Sobrarbe, en la Provincia de Huesca. Engloba dos de los macizos más elevado de los Pirineos.
Abarca los términos municipales de Benasque, Gistaín, Montanuy, Sahún y San Juan de Plan. Tiene una extensión de 33 440,60 ha y su altura oscila entre los 1 500 m (en el valle) y los 3 404 m (la cumbre del Aneto, el pico más alto de los Pirineos). También se encuentran en él otros picos como: la Punta d´Astorg (3 355 m), el Pico Maldito (3 350 m), el Pico del Medio (3 346 m), el Pico de Coronas (3 293 m), el Pico de Tempestades (3 290 m), o el Pico del Alba (3 118 m).
Fue creado el 23 de junio de 1994 bajo el nombre de parque de Posets-Maladeta.
Es también LIC y ZEPA.

### Sierra y Cañones de Guara

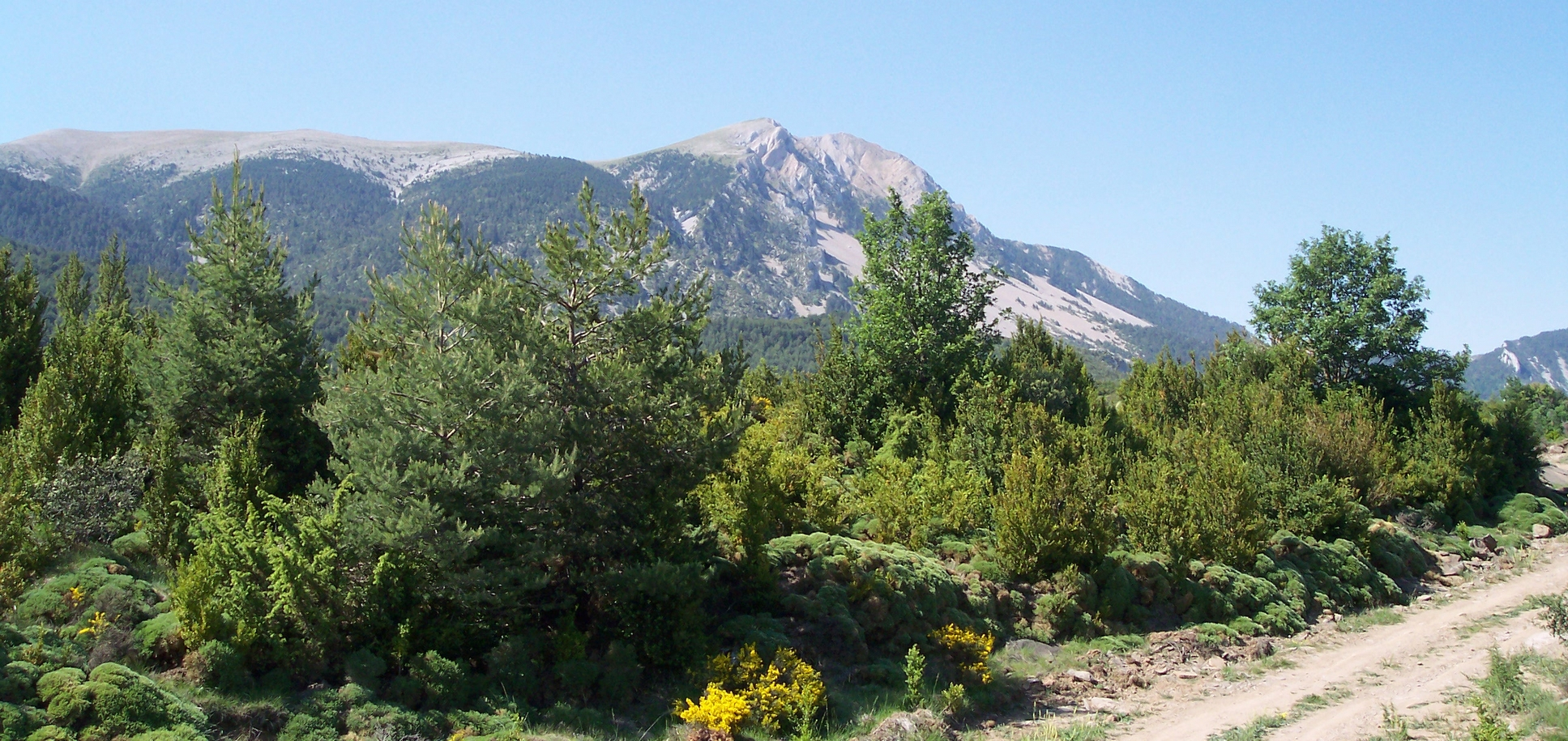
La sierra de Guara.

Se localiza en la provincia de Huesca, en las comarcas de Alto Gállego, Hoya de Huesca, Sobrarbe y Somontano de Barbastro. Abarca los municipios de Abiego, Adahuesca, Aínsa-Sobrarbe, Alquézar, Arguis, Bárcabo, Bierge, Boltaña, Caldearenas, Casbas de Huesca, Colungo, Huesca, Loporzano, Nueno y Sabiñánigo.
Cuenta con 47 453 ha y una zona periférica de protección que comprende otras 33 286 ha, siendo el espacio natural más grande de la comunidad. Sus cotas de altitud oscilan entre los 430 metros en el río Alcanadre hasta los 2 077 del pico de Guara.
Fue creado el 27 de diciembre de 1990 bajo el nombre de parque natural de la Sierra y Cañones de Guara.
Gracias a su geología, es un lugar propicio para la práctica de barranquismo y escalada.
Es también LIC y ZEPA.

### Glaciares pirenaicos

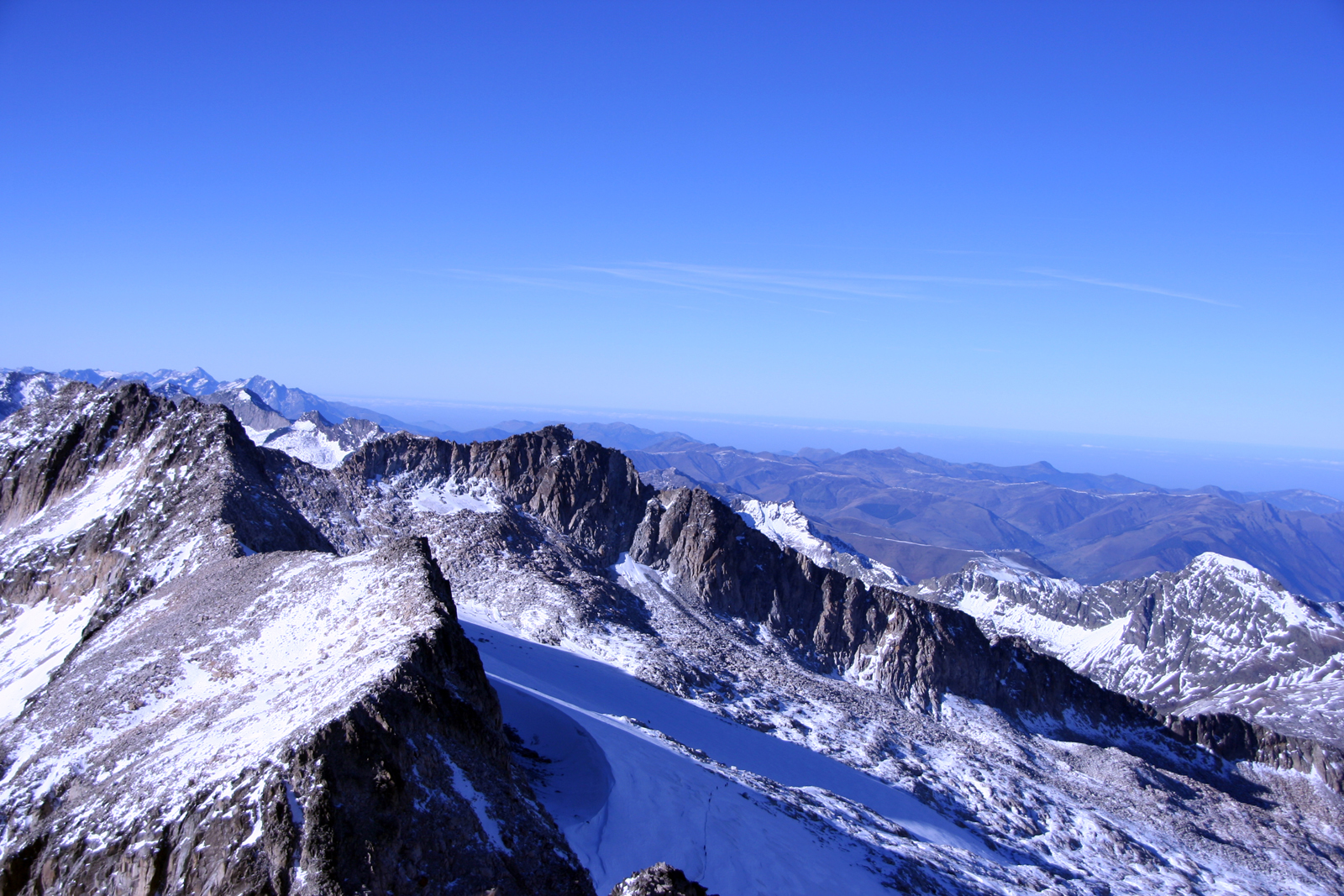
El glaciar del Aneto.

Se localiza en las comarcas de Alto Gállego, Sobrarbe y Ribagorza, provincia de Huesca.
Tiene una superficie de 3 190 ha y otras 12 897 de zona periférica de protección. Su altitud oscila entre los 2 700 y los 3 404 m s. n. m.
El monumento natural fue declarado como tal el 21 de marzo de 1990, siendo ampliado el 23 de julio de 2002 y por última vez el 4 de septiembre de 2007.
Incluye los siguientes picos:
- Macizo de Balaitús (Sallent de Gállego)
- Picos del Infierno (Panticosa y Sallent de Gállego)
- Pico Viñamala (Torla)
- La Munia (Bielsa)
- Pico Posets (San Juan de Plan, Sahún y Benasque)
- Pico Perdiguero (Benasque)
- Pico Maladeta y Aneto (Benasque y Montanuy)
- Monte Perdido (Bielsa y Fanlo)

Es también, aunque parcialmente, LIC y ZEPA.

## Historia

Escudo tradicional del Sobrarbe.

Sobrarbe es uno de los tres condados que formaron Aragón. Fue uno de los condados de la Marca Hispánica, cuya oscura historia fue entrelazada con leyendas en la época de Íñigo Arista de Pamplona, primer rey de Navarra y al parecer rey de Sobrarbe.
En el siglo X, el condado de Sobrarbe fue absorbido por el condado de la Ribagorza. Sancho el Grande de Navarra aprovechó las dificultades del territorio, usando sus derechos como descendiente de Dadildis de Le Pailhars para realizar la anexión en 1016–1019. Más tarde dividiría sus territorios entre sus hijos, dejando al tercero, Gonzalo Sánchez, como conde de Sobrarbe y Ribagorza. Tras la muerte de Gonzalo en 1038, el territorio pasó a su hermano, Ramiro I de Aragón, con lo que se conformó el primitivo territorio del reino de Aragón.

### La comarca como institución
La ley de creación de la comarca es la 5/2003 del 26 de febrero de 2003. Se constituyó el 26 de abril de 2003. Las competencias le fueron traspasadas el 1 de junio de 2003. Se declaraba a Sobrarbe una comarca a partir de una tradición basada en la preexistencia de la mancomunidad de Sobrarbe.

## Política
| Cargo      | Nombre                          | Ayuntamiento                 | Partido Político |  |
| ---------- | ------------------------------- | ---------------------------- | ---------------- |  |
| Presidente | José Manuel Manzano             | Alcalde de Puértolas         | PSOE             |  |
| Gerente    | Ana Ruiz                        | -                            | -                |  |
| Secretario | Eduardo Torrente Tamargo        | -                            | -                |  |
| Vocal      | David Antonio Allué Ramón       | Concejal de Fiscal           | PSOE             |  |
| Vocal      | David Pedro Encuentra Bardají   | Concejal de Laspuña          | PSOE             |  |
| Vocal      | Jara Gistau Vidallé             | Concejala de Bielsa          | PSOE             |  |
| Vocal      | Montserrat Angulo Navarro       | Concejala de Broto           | PSOE             |  |
| Vocal      | Enrique Pueyo García            | Alcalde de Aínsa-Sobrarbe    | PSOE             |  |
| Vocal      | Francisco Borra Fuertes         | Concejal de La Fueva         | PSOE             |  |
| Vocal      | José Manuel Salamero Villacampa | Concejal de Boltaña          | PSOE             |  |
| Vocal      | Miguel Ángel Lacambra Torres    | Concejal de Plan             | PSOE             |  |
| Vocal      | Rubén Badías Laplana            | Concejal de Pueyo de Araguás | PSOE             |  |
| Vocal      | Alfonso Monjas Solano           | Concejal de Boltaña          | PP               |  |
| Vocal      | Enrique Sin de Antonio          | Concejal de La Fueva         | PP               |  |
| Vocal      | Jesús Lardiés Rivas             | Concejal de Torla            | PP               |  |
| Vocal      | Joaquín Lalueza Buil            | Concejal de Abizanda         | PP               |  |
| Vocal      | Nicolás Baena Martínez          | Concejal de Aínsa-Sobrarbe   | PP               |  |
| Vocal      | María Amparo Escartín Castillo  | Concejala de Aínsa-Sobrarbe  | PAR              |  |
| Vocal      | Miguel Fuertes Buisán           | Concejal de Fanlo            | PAR              |  |
| Vocal      | Sergio Soro Carmona             | Concejal de Boltaña          | PAR              |  |
| Vocal      | Josu Ramón Ceresuela Enguita    | Concejala de Aínsa-Sobrarbe  | CHA              |  |

| Elecciones 2015 |       |         |         |            |
| Partido         | Votos | % Votos | Electos | Consejeros |
| PSOE            | 2.073 | 46,28%  | 62      | 10         |
| PP              | 1.015 | 22,66%  | 22      | 5          |
| PAR             | 672   | 15,00%  | 19      | 3          |
| CHA             | 402   | 8,98%   | 6       | 1          |
| Ganemos         | 173   | 3,86%   | 2       | 0          |
| AeF             | 91    | 2,03%   | 2       | 0          |
| Ind.            | 53    | 1,18%   | 4       | 0          |
| Total           | 4.479 | 100%    | 117     | 19         |

## Territorio y población
| N.º | Municipio           | Extensión (km²) | % del total | Habitantes (2024) | % del total | Altitud (metros) | Pedanías |
| --- | ------------------- | --------------- | ----------- | ----------------- | ----------- | ---------------- | --- |
| 1   | Abizanda            | 44,8            | 2,0         | 163               | 2,07        | 636              | Escanilla, Lamata, Ligüerre de Cinca. |
| 2   | Aínsa-Sobrarbe      | 284,8           | 12,9        | 2 317             | 29,44       | 869              | Arcusa, Arro, Banastón, Camporrotuno, Castejón de Sobrarbe, Castellazo, Coscojuela de Sobrarbe, El Coscollar, Gerbe, Griébal, Guaso, Jabierre de Olsón, La Pardina, Las Bellostas, Latorre, Latorrecilla, Mondot, Morillo de Tou, Olsón, Paúles de Sarsa, Santa María de Buil, Sarsa de Surta. |
| 3   | Bárcabo             | 87,9            | 4,0         | 122               | 1,55        | 713              | Almazorre, Betorz, Eripol, Hospitaled, Lecina, Santa María de la Nuez, Suelves. |
| 4   | Bielsa              | 202,4           | 9,2         | 487               | 6,19        | 1.026            | Chisagüés, Espierba, Javierre, Parzán, Salinas de Bielsa. |
| 5   | Boltaña             | 139,5           | 6,3         | 1.102             | 14,00       | 643              | Aguilar, Ascaso, Campodarbe, El Pueyo de Morcart, La Valle, Margudgued, Matidero, Morillo de Sampietro, Seso, Sieste, Silves. |
| 6   | Broto               | 128,0           | 5,8         | 608               | 7,73        | 905              | Asín de Broto, Bergua, Buesa, Oto, Sarvisé. |
| 7   | Fanlo               | 187,1           | 8,5         | 118               | 1,50        | 1.320            | Buerba, Buisán, Nerín, Vió, Yeba. |
| 8   | Fiscal              | 170,1           | 7,7         | 379               | 4,82        | 761              | Albella, Arresa, Borrastre, Jánovas, Javierre de Ara, Lacort, Lardiés, Ligüerre de Ara, Planillo, San Felices, San Juste, San Martín de Solana, Santa Olaria de Ara. |
| 9   | La Fueva            | 218,8           | 9,9         | 597               | 7,59        | 631              | Alueza, Aluján, Atiart, Buetas, Caneto, Charo, Clamosa, El Humo de Muro, El Humo de Rañín, El Pocino, Formigales, Fosado, Fuendecampo, La Cabezonada, Lapenilla, Mediano, Morillo de Monclús, Rañín, Salinas de Trillo, Samitier, Samper, San Juan, Solipueyo, Tierrantona, Trillo, Troncedo.  |
| 10  | Gistaín             | 75,9            | 3,4         | 116               | 1,47        | 1.378            | |
| 11  | Labuerda            | 17,8            | 0,8         | 173               | 2,20        | 569              | Fontanal, San Vicente. |
| 12  | Laspuña             | 45,3            | 2,1         | 278               | 3,53        | 725              | Ceresa, El Casal. |
| 13  | Palo                | 14,4            | 0,7         | 33                | 0,42        | 739              | |
| 14  | Plan                | 92,5            | 4,2         | 279               | 3,55        | 1.060            | Saravillo, Serveto. |
| 15  | Puértolas           | 100             | 4,5         | 224               | 2,85        | 1.160            | Belsierre, Bestué, Biés, Escalona, Escuaín, Huertas de Muro, Muro de Bellós, Puyarruego, Santa Justa, Santa María. |
| 16  | El Pueyo de Araguás | 62,1            | 2,8         | 171               | 2,17        | 701              | Araguás, Casa Castán, El Plano, El Soto, La Muera, Oncins, San Lorién, San Victorián, Torrelisa. |
| 17  | San Juan de Plan    | 55,8            | 2,5         | 151               | 1,92        | 1.085            | |
| 18  | Tella-Sin           | 90,3            | 4,1         | 217               | 2,76        | 840              | Badaín, Hospital, Lafortunada, Revilla, Salinas. |
| 19  | Torla-Ordesa        | 185,2           | 8,4         | 335               | 4,26        | 1.032            | Fragén, Linás de Broto, Víu de Linás. |
| #   | Sobrarbe            | 2.202,7         | 100,0       | 7.870             | 100,0       | -                | |

| Gráfica de evolución demográfica de Sobrarbe entre 1900 y 2011                                                                          |
| |
| Población de derecho (1900-1991) o población residente (2001-2011) según los censos de población del Instituto Aragonés de Estadística. |